# Duvesjön
Duvesjön is een plaats (tätort) in de gemeente Kungälv in het landschap Bohuslän en de provincie Västra Götalands län in Zweden. De plaats heeft 247 inwoners (2010) en een oppervlakte van 41,3 hectare.